# Ornithogalum fissurisedulum
Ornithogalum fissurisedulum är en sparrisväxtart som beskrevs av U.Müll.-doblies och D.Müll.-doblies. Ornithogalum fissurisedulum ingår i släktet stjärnlökar, och familjen sparrisväxter.
Artens utbredningsområde är Namibia. Inga underarter finns listade i Catalogue of Life.